# Бахгала Гатогх
Багхала Гатогх або Багхалі Гатогх (пер: باقلا قاتوق) — північно іранська страва готується з "пачех богалі" (бобів), кропу та яєць. Зазвичай його готують також з катех (Перська рисова страва) в південних провінціях Ґілян та Мазендеран та може розглядатися як Хореш. За смаком також додають (куркуму, сіль, часник іноді перець.
За межами Ірану цю страву готують з будь-яких бобів , якщо готують з сушених бобів тоді їх замочують на ніч.

## Дивись також
- Мазандеранська кухня
- Наргеші